# Жакерія

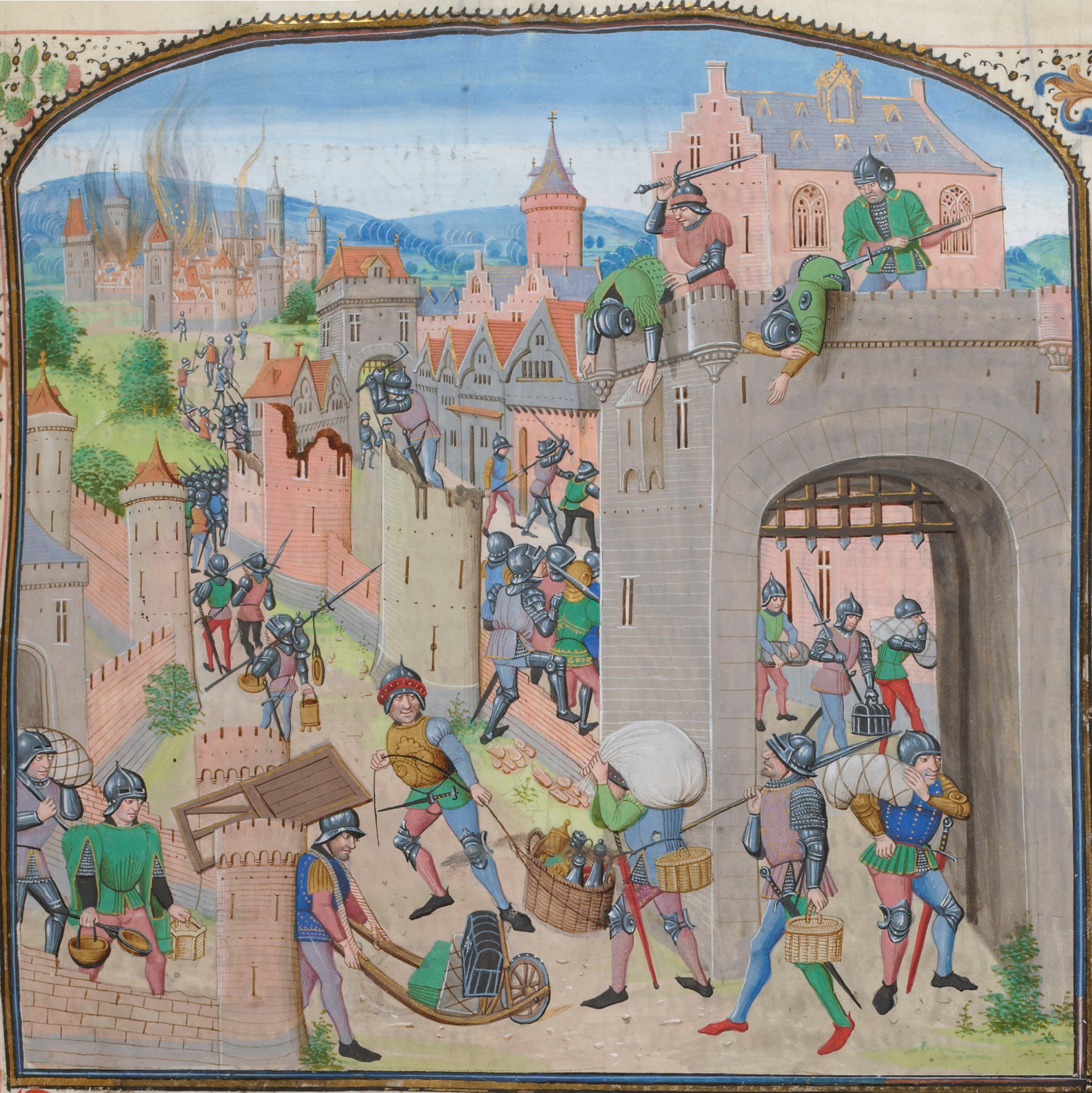
Середньовічна мініатюра «Жакерія»

Жакерія (фр. Jacquerie) — назва селянського повстання, що спалахнуло у Французькому королівстві в 1358 році й охопило 1/6 частину держави. Назва походить від фр. Jacques bonhomme — Жак-добряк, як феодали жартома називали селян. Сучасники називали повстання «війною нешляхтичів проти шляхти», назва «Жакерія» з'явилася пізніше,1492 року цю назву використав Ніколь Жиль, секретар Людовика XI.

## Причини повстання

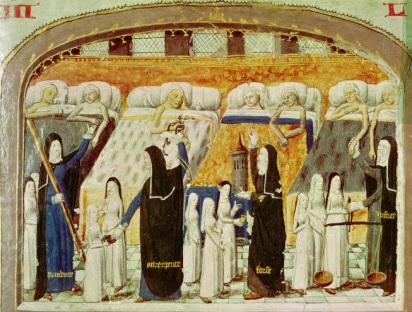
Середньовічна мініатюра «Чорна смерть»

- Феодальні утиски селян, посилення їхньої експлуатації.
- Розорення країни Столітньою війною.
- Великі податки і повинності, які постійно зростали,
- Грошові побори на викуп лицарів, які потрапляли в полон.
- Грабіжництво, голод, епідемії. У 1348—1349 роках Західною Європою прокотилася чума — «чорна смерть»).
- Тяжке становище і велике бідування французького народу в умовах затяжної війни і поразок французьких феодалів[1].

|  | У цьому [1358] році виноградники — джерела цілющої вологи, що веселить серце людини, — не оброблялися; поля не засівалися й не оралися; бики й вівці не ходили по пасовищах; церкви й будинки <„.> усюди були охоплені всепоглинаючим полум'ям або становили купи руїн, які ще диміли... Найрозпачливіша бідність панувала всюди, особливо між селянами, оскільки сеньйори сповнювали їх страждань, відбираючи в них майно та їхнє вбоге життя. Хоча кількість худоби, що залишилася, — великої та дрібної — була мізерною, сеньйори все-таки вимагали платежів за кожну голову, по десять солідів за бика, по чотири або п'ять — за вівцю. І все-таки вони майже не обтяжували себе турботами про захист своїх васалів від набігів і нападів ворогів.. |

## Привід
28 травня невелика банда солдатів вчинила черговий напад на містечко Сен-Ле-д'Ессеран. Жителі дали відсіч бандитам. Вони,
|  | вбили дев'ятьох з них: чотирьох лицарів і п'ятьох зброєносців. |

Побоюючись помсти шляхтичів, селяни, які підняли зброю, вирішили не складати її і перейшли в наступ. Вони закликали всіх приєднатись до них для боротьби з ненависними шляхтичами.

## Рушійні сили повстання
Селяни з Сен-Ле пішли по найближчих селах. Вони говорили, що знать нічого не робить, а тільки утискує землеробів, годується за їхній рахунок, що час покінчити з цим і знищити повинності. Багато хто закликав до помсти панам, які зневажали і ображали віланів та сервів. Адже це один з прибічників сеньйорів казав з люттю, глузуючи: 
|  | Нехай вони (вілани) їдять будяки, тернину, колючки й солому, та й то у неділю, а в будні — старе горохове бадилля; нехай вони разом з худобою пасуться на пустищах і голими лазять рачки. |

 Терпінню селянства настав край. Спочатку кількість повстанців була невелика. Вони зібрались і виступили безладно, не маючи жодної іншої зброї, крім палиць з залізними наконечниками та ножів. Незабаром їх кількість досягла 6 тисяч. 
|  | Усюди, де вони проходили, їх кількість зростала, бо кожний з людей їх звання за ними йшов. Повсталі селяни жадали помсти. Вони громили і спалювали все на своєму шляху, вбивали всіх шляхтичів, яких зустрічали... |

## Хід повстання

### Географія повстання
Повстання дедалі ширшало. Розпочавшись у Бове, воно перекинулось на Іль-де-Франс, Пікардію, Шампань та інші області. Всюди палали замки сеньйорів, спалювались феодальні документи, в яких були записані селянські повинності.

### Ватажки повстання
Відразу ж після початку повстання селяни обрали собі ватажка. 
|  | «Ім'я йому було Гійом Шарль, (Каль) ... Жаки зробили його своїм правителем разом з одним чоловіком, колишнім госпітальєром, що бачив війну. «Командир Жаків» мав ставну будову тіла і красиве обличчя. Він непогано знав військову справу і був добрий балакун. |

Він завів печатку, видавав накази, писав грамоти. З його ініціативи селяни, недосвідчені у військовій справі, стали насильно вербувати до своїх лав лицарів, надаючи їм звання «капітанів». Згодом уцілілі з цих «капітанів» просили короля помилувати їх, бо, мовляв, вони під загрозою смерті були поставлені військовими командирами.

### Дії повстанців
Шляхта північної частини Французького королівства була охоплена жахом. Багато хто рятувався втечею, як тільки чув звістку про наближення Жака Простака. Ім'я Жака Простака, що досі вимовлялось зі зневагою, тепер наводило трепет. 
|  | Лицарі, дами, зброєносці та їхні родини тікали від них, несучи на своїй шиї дітей на 10 або 20 миль далі, туди, де вони могли вважати себе в безпеці, а житла і майно своє залишали напризволяще. |

Центром і базою повстання стало місто Бове. Сюди відправляли всіх полонених шляхтичів, тут їх страчували.
Полум'я повстання палало не тільки в селах і маєтках. Заворушення перекинулось і в міста. 
|  | Мало було міст,які не піднялись би проти шляхтичів. |

 Де-не-де міська біднота створювала свої загони, які виступали назустріч селянським силам і об'єднувалися з ними. 
|  | В містах і містечках, якими вони проходили, жителі їх, як чоловіки, так і жінки, ставили на вулицях столи і частували жаків. |

 Але, звичайно, на бік жаків ставала тільки біднота міста. Багатії, боячись за своє життя і майно, зустрічали їх вороже.
У місті Ам'єні трапився такий випадок. На допомогу жакам звідси пішло понад сотню чоловік. Багаті жителі міста побоювались спільних дій бідноти і жаків. Знаючи, що жаки знищують шляхетські замки і відбирають у феодальних хижаків багатства, заможні містяни стали боятись, що міська біднота, захоплена прикладом повсталих селян, також зазіхатиме на будинки й багатства купців і майстрів. Тому знатні і багаті містяни страхались, немов огню, союзу міської бідноти з повсталими селянами.
Вислали спеціальний загін, який повинен був повернути ам'єнців, що пішли до жаків. Тим часом ам'єнські бідняки спільно з жаками вже брали активну участь у розгромі одного замку. Загонові, відрядженому багатіями, довелось розпочати бій з ам'єнською біднотою, яка в цій сутичці зазнала поразки. Багатьох ам'єнців, що стали на бік селян, з наказу мера було страчено, місто Ам'єн відмовилось допомагати жакам.
Багатії міста Санліса наглухо замкнули міські ворота при наближенні жаків. У нормандському місті Кані з'явився прибічник повсталих селян, який прикріпив до свого капелюха замість пера зображення маленької дерев'яної сохи і сміливо закликав своїх співгромадян приєднатись до повсталих. Його промови тривали недовго… Незабаром його труп було знайдено поблизу ринку з кинджалом у серці. Багаті люди поспішили усунути небезпечну людину з свого шляху.

### Перші невдачі
Жаки не знайшли надійної опори в містах. Містяни діяли дуже обережно. Вони, звичайно, були не проти, щоб використати повсталих селян задля своїх цілей: адже купецтво ненавиділо знать, воно терпіло від грабежів бригандів. Але й жаки в очах багатіїв були не менш небезпечними. Тому міста, що управлялись багатою купецькою верхівкою, здебільшого відмовлялися від тісного союзу з селянами. Відсутність підтримки від містян ослабляла селян, і це чудово розумів Гійом Каль, людина розумна і прониклива. Він бачив, що його армія недисциплінована, погано озброєна, що легкі успіхи перших днів пояснюються розгубленістю шляхти, захопленої зненацька і до того ж пригніченої недавніми воєнними невдачами. Каль розумів, що цим юрбам хліборобів, які зовсім не уявляють собі військової справи, здобути перемогу дуже важко. І він вбачав вихід у тому, щоб міцно зв'язати селянське повстання з повстанням парижан.
Етьєн Марсель, багатий сукняр, колишній прево Парижу, обіцяв зробити все задля допомоги селянам. Але з його боку це був лише хитрий виверт. Він хотів використати селянську силу тільки для того, щоб налагодити довіз продовольства. Крім того, Етьєн Марсель розраховував підняти свій авторитет серед паризького «дрібного люду», виступивши перед ним у ролі союзника жаків. З Парижа було послано на допомогу Гійому Калю загін з 300 чоловік під проводом старшини паризьких монетників Жака Вальяна. Етьєн Марсель просив жаків 
|  | «зруйнувати і зрівняти землею всі кріпості й замки, небезпечні для міста Парижа». |

 Це були укріплення між річками Сеною і Уазою, що заважали підвозити продовольство.

Жаки охоче відгукнулись на це прохання. Під керівництвом парижан у межиріччі Сени і Уази вони розгромили все, що могло служити ворогові. Забезпечивши завдяки сприянню селян довіз продовольства до Парижа, Етьєн Марсель не зробив жодного кроку, аби допомогти селянам чи полегшити їх становище. Посланці Марселя, опинившись у таборі повстанців, стримували гнів селян і просили пощадити шляхтичів, що потрапляли до рук жаків. Етьєн, подібно до мерів і купецьких ватажків інших міст, не міг стати щирим другом повсталого села. Він сподівався в наступних переговорах з дофіном заслужити схвалення тим, що заважав справі справедливої селянської помсти. Коли селяни оволоділи замком Ерменвіль, до їх табору прибув гонець: він повідомив, що проти них іде шляхетське військо і що веде його Карл Злий. Після перших тижнів переляку і розгубленості, викликаних несподіваним повстанням жаків, шляхтичі почали збирати сили і готуватись до придушення селянського руху. При цьому шляхтичі Французького королівства об'єднались з англійськими лицарями, прибічниками дофіна, і з наварцями Карла Злого. Перед лицем спільного класового ворога — жаків — минулі чвари були забуті. Для командування військом, яке повинно було придушити Жакерію, шляхтичі звернулись до Карла Злого. У листі одного з шляхтичів, зверненому до Карла Злого, ми знаходимо відгук неприхованого страху перед грізними наслідками повстання. 
|  | «Государю, ви, перший шляхтичів у світі, не стерпите, щоб шляхта загинула. Адже якщо ці люди, які називають себе жаками, протримаються довго, а добрі міста їм допоможуть, то шляхта буде ними винищена». |

Узявши з шляхтичів клятву, що вони не будуть йому перечити, Карл Злий виступив проти жаків на чолі загону в 400 чоловік, що складався з лицарів і англійських найманців. Про цей виступ і оповістив жаків гонець, який примчав до Ерменвіля. У момент небезпеки жаків залишив загін парижан, що відступив до міста Мо. До цього загону приєдналась частина жаків. У фортеці Мо знайшли притулок і захист 300 знатних дам, серед них також близькі родички дофіна, які перебували під захистом невеликого загону лицарів. Парижанам було вигідно захопити в полон членів родини Карла: вони могли бути заручниками при перемовинах з дофіном. 9 червня парижани і жаки увійшли в Мо. Всюди лунали радісні вітання містян. На вулицях були розставлені столи з щедрим стравами. Тоді ж було вирішено вдарити по фортеці і розгромити її. Але тут проявилась ще одна важлива перевага лицарів над жаками. Жаки не були як слід організовані. Тому обложеному гарнізонові було досить допомоги лицарів з їх слугами та зброєносцями, що випадково проїжджали повз, їх було трохи більше 40 чоловік. Але об'єднавшись з тими лицарями, які обороняли цитадель у Мо, і несподівано врізавшись у юрбу жаків, що тримали в облозі фортецю, вони розбили їх. Після цього над містом Мо знать вчинила жахливу розправу: місто розграбували і спалили, а мера його повісили. Події 9 червня були першою невдачею селянського повстання. Втікачі з Мо знайшли притулок у сусідньому місті. Вони укріпились на високому пагорбі, де було заздалегідь поставлено вози з косами, в будинках засіли озброєні містяни, а жінки стали біля вікон з горщиками в руках, наповненими киплячою водою і гарячою смолою. Одразу, коли вдарив дзвін на сполох, вози з косами було спущено з вершин, І вони помчали на лицарів. Лицарів було відкинуто. Містяни вибігали з будинків і били їх, жінки лили на них палаючу смолу і киплячу воду. Небагатьом лицарям пощастило врятувати свої голови. Цей епізод говорить про те, що боротьба селян проти феодалів була б успішнішою, якби вони мали міцну опору в містах. Проте головні сили на чолі з Гільйомом Калем були не тільки ослаблені, але й залишені напризволяще: вони стояли одні перед лицем сильного противника. Етьєн Марсель і багаті містяни, таким чином, зрадили селян.

### Підла зрада
Під враженням перших успіхів недосвідчені у військовій справі селяни переоцінювали свою силу і прагнули поборотися з сеньйорами. Каль не міг умовити їх припинити повстання і був змушений погодитись з думкою жаків. Готуючись до натиску сильної лицарської кінноти, він спорудив велике кільце з возів. Карл Злий, підійшовши до Мело, мав загін з 1000 чоловік. Побачивши укріплений табір жаків, строгий бойовий порядок, почувши звук сурми, що доходив з табору, король стривожився. До цієї хвилини він і сумніву не мав, що зуміє розгромити жаків. Розглядаючи здаля укріплення з возів, Карл переконувався в тому, що його не можна атакувати, не зазнавши великих втрат.
І от з лав лицарів вийшло наперед троє. Один з них високо піднімав білий її прапор на знак мирних намірів. Парламентери, що підійшли, просили самого Гільйома Каля прибути для переговорів до їх проводиря. Довірливий ватажок жаків, не здогадавшись про зраду і навіть не забезпечив себе заручниками, пішов у табір підступного наварця. Тут главу селянського війська схопилили і піддали тяжкій страті.

### Розправа
Шляхтичі, які зрадливо захопили Гільйома Каля, хотіли не тільки вбити його, а й вчинити наругу над селянським полководцем. На його голову наділи розжарений перевернутий залізний триніжок. Шляхтичі, оточивши Каля, глузували з нього і вигукували, що так вони коронують селянського короля. Роберт Серкот, начальник англійських найманців, вдарив з флангу на селян, які не чекали зрадницького нападу і були захоплені зненацька. Так 10 червня 1358 року під Мело у долині Уази шляхтичі зброєю і підступністю подолали головні сили повсталих селян. Вони люто розправлялися з повстанцями. Лицарі мстились за недавно пережитий страх, нещадно вбиваючи вцілілих. Хроніка розповідає, що до 24 червня було винищено близько 20 тисяч селян. Не милували ні старих, ні жінок, ні дітей, і в районі недавнього повстання спалювали цілі села. На селян, які переховувались у лісі, влаштовували облави з собаками, як на диких звірів. Етьєн Марсель втратив будь-яку опору в Парижі. Він став ненависний бідному людові, як людина, що зрадила жаків. Парижани не прощали йому змови з Карлом Злим, катом Жакерії і союзником ненависних англійців. Наприкінці липня 1358 року Етьєн Марсель був убитий одним з своїх колишніх прибічників.

## Причини поразки повстання
1. Стихійний характер повстання, що означало відсутність: підготовки повстання; організації і дисципліни серед повсталих; єдиного керівництва; плану дій.
2. Віра селян у те, що король не знає про їхні бідування.
3. Довірливість селян до ворогів. Гільйом Каль довірливо пішов у табір противника для переговорів, де його було схоплено і страчено. У відносинах з селянами феодали не дотримувалися ні правил лицарській честі, ні християнської моралі.
4. Розрізненість загонів.
5. Погане озброєння повсталих.
6. Місцевий характер повстання, коли селяни не хотіли надовго відриватися від свого господарства й обмежувались боротьбою проти свого пана[1].

## Наслідки повстань
Жакерія була одним з найвизначніших селянських повстань у середні віки. Вона виникла як стихійний протест гноблених селян Французького королівства проти феодальної експлуатації. У селян не було програми дій. Усі їхні прагнення зводились до того, щоб винищити всіх сеньйорів. Прагнучи поліпшити своє становище, селяни не знали, якими способами домагатися цього. Проте феодали були налякані повстаннями і не наважувались збільшувати повинності. Повстання прискорили звільнення селян від особистої залежності.

## Виноски
1. 1 2  Середницька Г. В. Всесвітня історія Опорні конспекти. — К.: СПД ФО Сандул, 2009. 222 с.
2. ↑   Хроніки Жана де Венетто. Практикум з історії середніх століть.К. Видавництво "Освіта". 1998 р.
3. 1 2 3 4 5 6 7 8 9  Фруассар, Жан. Хроники 1325 — 1340. — СПб.: Издательство Санкт-Петербургского университета, 2008. 656 ст.
4. 1 2 3  Книга для читання з історії Середніх віків. — К.: «Радянська школа», 1971. С. 67-72.